# Empoasca alsiosa
Empoasca alsiosa är en insektsart som beskrevs av Ribaut 1933. Empoasca alsiosa ingår i släktet Empoasca och familjen dvärgstritar. Inga underarter finns listade i Catalogue of Life.